# グルグル映畫館
グルグル映畫館（グルグルえいがかん）は、日本のヴィジュアル系バンド。1995年より活動開始。2012年をもって活動休止（「閉館」と表現）。

## 概要
「昭和 エログロ イノセンス」というコンセプトの元、天野鳶丸、吉川昌利、山田俊介、松島広治で結成。学ランと白塗りが彼等の基本スタイルである。1996年より数々のデモテープやCDなどを発表。しかし、2002年7月4日に行われたライブをもって天野鳶丸以外のメンバーが脱退。同年11月、新たに沼倉真、玉腰勲、前田一知の3人を加えて活動を始める。音楽のみならず芝居や執筆、更にボーカルの天野はNHKの子供番組に出演するなど、幅広い活動を展開。2006年秋にベースの玉腰が脱退、しばらく3人で活動した後、サポートベースに東京ヒーローズのゴキミを迎え、再び4人編成となる。
略称は主に「グルグル」。グルグル＝廻るということから、「廻映」と表記されることもある。また、「グルグル映畫館という存在」＝「GEtIS（ゲチス）」という独自の思想を持っており、更に「グルグル映畫館という存在体系」＝「GEtIST（ゲチスト）」はファンの呼称となっている。しかし本来はファンだけでなく、演者、グッズや楽曲などの創作物を含めた全てを「ゲチスト」と言う。その為、初期の作品は「GEtIST ○○○○」という品番になっている。
作詞作曲は主にリーダーでもある天野が手掛けており、歌詞には思春期や青春の複雑な感情や想いが一貫して流れている。曲の系統としてはロックは勿論、昭和歌謡、フォーク、ポップス、パンク、ブギ、軍歌、お祭り調など、非常にバラエティーに富んでいる。ライブでは必ず寸劇を披露する。また、「上下左右」や「未来派探偵ダン」、「nonnonカロリー」など、別名義での活動も行っている。
尚、前田一知は2代目桂枝雀の長男であり、中島らも率いる劇団「リリパットアーミー」に所属していた経歴を持つ。
2000年代後半になってから、メンバーの健康上の問題などから活動休止と再開を繰り返しつつ活動していた。しかし2012年、「恒常的に活動していくことが肉体的にも精神的にも限界」という天野の判断から、2012年の活動をもって「閉館」することを決定した。
2013年8月26日、天野が同年8月12日に意識不明の重体となり、そのまま死去していたことが公式サイトにて発表された。

## メンバー
- ボーカル・ギター：天野 鳶丸（あまの とんびまる、1973年5月25日 - 2013年8月）

愛知県半田市生まれ。同県蒲郡市育ち。血液型はA型。2013年8月12日に意識不明の重体となり、死去。
- ギター・コーラス：沼倉 真（ぬまくら しん、1974年8月14日 - ）

東京都昭島市出身。閉館後はザ・シンナーズに加入。「一人グルグル映畫館」でグルグル映畫館の曲をアコースティックギターで演奏したりもしている。

- ベース・コーラス：ゴキミ（1月16日 - ）

愛知県豊橋市出身。血液型はO型。
- ドラム：前田 一知（まえだ かずとも、1972年3月3日 - ）

大阪府豊中市生まれ、同府吹田市育ち。血液型はB型。
2015年より「桂りょうば」の名で落語家に転身した。

### 旧メンバー
- ギター・ボーカル：山田 俊介（やまだ しゅんすけ、1973年9月9日 - ）

京都府京都市右京区出身。血液型はAB型。
- ベース・ボーカル：吉川 昌利（よしかわ まさとし、1973年4月18日 - ）

愛知県宝飯郡御津町（現：豊川市）出身。血液型はO型。
脱退後は「太平洋ベルト」で活動していた。
- ベース・コーラス：玉腰 勲（たまこし いさお、1974年9月5日 - ）

愛知県名古屋市守山区出身。血液型はO型。
「日々全てを飲み込むフカモカ」で活動していたが脱退。それに伴い、バンドも活動休止となってしまった。
- ドラム：松島 広治（まつしま こうじ、1973年9月8日 - ）

愛知県宝飯郡御津町（現：豊川市）出身。血液型はA型。

## 略歴
- 1995年（平成7年）

地元名古屋で結成し、活動を始める。
11月11日、名古屋ミュージックファームにて初ライブ。
- 1998年（平成10年）

4月1日、池袋CYBERにて東京初ライブ。
6月17日、難波ロケッツにて大阪初ライブを行い、この頃から東阪へも活動範囲を広げる。
- 1999年（平成11年）

6月6日、1stCD「何処の青さに君、負けた。」を発売。初回プレス1000枚を完売。
- 2000年（平成12年）

12月、3rdCD「凡人白書-浪漫主義が過ぎました。-」の発売を記念して、初の東名阪ワンマンツアーを敢行。
- 2001年（平成13年）

10月26日、初のエッセイ集「凡人白書」を発売し完売。
- 2002年（平成14年）

7月4日、渋谷CLUB QUATTROでのライブをもって、天野を除くメンバー3人が脱退。
11月4日、新たに沼倉、玉腰、前田をメンバーに迎え、7thCD「そのままでいいよ。」を発売し、東京を中心とした活動を始める。
- 2004年（平成16年）

10月、itv（ネットテレビ）にてレギュラー番組「畫ちゃんねる」がスタート。
- 2005年（平成17年）

11月11日、名古屋ミュージックファームにて10周年記念ライブを行う。
- 2006年（平成18年）

9月5日、玉腰が脱退を発表。
11月19日、高田馬場CLUB PHASEにて玉腰勲卒業式を行い、この日をもって脱退。グルグル映畫館は事実上活動休止となる。
- 2007年（平成19年）

4月21日、初台the DOORSにてCD発売先行ワンマンを行い、活動再開。
4月25日、シングル「14歳の斜陽」発売。
- 2008年（平成20年）

7月23日、アルバム「痴人の恋」を発売。三期メンバーでの初作品となる。
12月17日、シングルCD+DVDの2枚組「破戒 / 想像」を発売。
12月20日、HOLIDAY SHINJUKUワンマン公演にて、ゴキミ正式加入を発表。
- 2012年（平成24年）

5月25日、閉館を発表。
9月21日、高田馬場CLUB PHASEで2Daysのラストライブを開催し閉館。

### その他
- 1997年 - 2002年にかけて放送されていたバラエティー番組「パパパパパフィー」内の企画、「ドキッ！ビジュアル系だらけの大運動会」に旧メンバーで2度出演。その際、走り高跳びや騎馬戦、相撲、更には鍋焼きうどん早食い対決などでバンドとしては好成績を残すも、チームの勝利はならず。しかし、メンバーの意外な運動能力を見せ付けた。

## ディスコグラフィー

### デモテープ
- モボ（1996年8月）
- モガ（1996年8月）
- 劇場の三科（1996年12月）
- エログロイノセンス（1997年9月）
- 青が好きだった子供（1997年12月）
- カストリミウヂック
- ミィンナ悩んで大人になった。（2000年12月12日）
- 三河湾純情ラプソディー／伏見桃山ブルース（2001年7月4日）

### シングル
- 赤い蛇（犬神サーカス団との両A面アナログスプリットシングル）（2000年8月20日）
- 上下左右（2002年4月1日）
- 未来派探偵ダンIII世〜11月15日発売の謎（2003年11月15日）
- あら、カルト。（2004年1月6日）
- 14歳の斜陽（2007年4月25日）
- 破戒 / 想像（2008年12月17日）
- 或阿呆の半生前編〜さいせんじがけだらなよさ〜（2010年4月14日）

### アルバム
- 何処の青さに君、負けた。（1999年6月6日）
- 境の朱さの所為なのです。（2000年3月4日）
- 凡人白書-浪漫主義が過ぎました。-（2000年12月12日）
- ナンセンス　意味は無いケド　意義が有る（2001年7月4日）
- 轍（2002年1月4日）
- そのままでいいよ。（2002年11月14日）
- 恋ころん。君にはコロン、部屋無音。（2003年5月15日）
- センテンス　意味は有るケド　硝子張り（2003年7月4日）
- ドロップス＋bootleg＋2（2004年5月1日）
- 良いコトが在ると思うな思えば負けよ-君と僕の彼岸の歌より抜粋-（2005年7月4日）
- 嫌な死（2006年7月4日）
- 凶子の恐怖の深夜ラヂヲ（グルグル映畫館 featuring 犬神サーカス団）（2007年7月4日）
- 痴人の恋（2008年7月23日）
- 或阿呆の半生後編（2010年7月14日）

### DVD
- 「僕」には足りない色がある。（2004年7月4日）
- 仁義なきタタカいのエチュード（2005年4月15日）
- 長過ぎた青春〜ドキュメント とある映畫館が休む日〜 (2011年3月2日)

### 書籍

#### 著書
- 凡人白書（2001年10月26日）

#### 写真集
- ARTISTIC in BLACK 5（Phantasmagoria・KISAKIのコンセプト写真集に参加）（2006年5月25日）

### 参加VA

#### CD
- 異形の宴(2000年7月26日)

「雨で飛び立つ男と女」
「大問題!されど快晴。」
- きわもの達の快楽（2002年4月6日）

「形而上気分でRock'n Roll」
「Rock'n Rollは形而の下で」
- 烏合の衆（2002年6月16日）

「皆殺しのエチュード」
- 「元帥・鳶丸の宇宙と恐竜」（2002年）
- 「恐竜いえるかな？ロングバージョン」（2002年）

#### VHS
- 異形の宴(2000年8月23日)

「雨で飛び立つ男と女」

## 出演

### 過去レギュラー番組
- itv（ネットテレビ）「畫ちゃんねる」（2004年10月-2005年10月）
- スカパー! 275ch【帝都黒路TV】（2010年3月3日-）※2014年DVD化予定。